# La vengeance est à moi (film, 1984)
Pour les articles homonymes, voir La vengeance est à moi.
Pour plus de détails, voir Fiche technique et Distribution.
La vengeance est à moi (Vengeance Is Mine) est un téléfilm dramatique américain réalisé par Michael Roemer et diffusé en 1984.

## Fiche technique
- Titre français : La vengeance est à moi[1],[2]
- Titre original : Vengeance Is Mine[3],[4]
- Réalisation : Michael Roemer
- Scénario : Michael Roemer
- Production : Stanley Plotnick, Cynthia Mitchell, Lindsay Law, Peter Cook
- Sociétés de production : Post Mills Productions, American Playhouse
- Pays de production :  États-Unis
- Langue originale : anglais américain
- Format : couleurs
- Genre : drame
- Durée : 118 minutes
- Dates de sortie : 
  - Allemagne de l'Ouest : 17 février 1984 (Berlinale 1984)
  - États-Unis : 20 mars 1984 (diffusion télévisée)

## Distribution
- Brooke Adams : Jo
- Jon DeVries : Tom
- Audrey Matson : Fran
- Ari Meyers : Jackie
- Trish Van Devere : Donna